# Struthanthus hartwegii
Struthanthus hartwegii är en tvåhjärtbladig växtart som först beskrevs av George Bentham, och fick sitt nu gällande namn av Standley. Struthanthus hartwegii ingår i släktet Struthanthus och familjen Loranthaceae. Inga underarter finns listade i Catalogue of Life.